# Gilhoc-sur-Ormèze
 Gilhoc-sur-Ormèze  es una población y comuna francesa, ubicada en la región de Ródano-Alpes, departamento de Ardèche, en el distrito de Tournon-sur-Rhône y cantón de Lamastre.

## Demografía
| 673 | 604 | 507 | 509 | 433 | 387 |
| Para los censos de 1962 a 1999 la población legal corresponde a la población sin duplicidades (Fuente: INSEE [Consultar]) |     |     |     |     |     |